# Spilosoma gerda
Spilosoma gerda är en fjärilsart som beskrevs av Warnecke 1918. Spilosoma gerda ingår i släktet Spilosoma och familjen björnspinnare. Inga underarter finns listade i Catalogue of Life.